# Distretto di Fuamah
Il distretto di Fuamah è un distretto della Liberia facente parte della contea di Bong.